# Wasnes-au-Bac
Wasnes-au-Bac é uma comuna francesa na região administrativa de Altos da França, no departamento do Norte. Estende-se por uma área de 5.19 km². Em 2010 a comuna tinha 603 habitantes (densidade: 116,2 hab./km²).